# Central hidroeléctrica de Fierza
La central hidroeléctrica de Fierza (en albanés: Hidrocentrali i Fierzës) es una gran central hidroeléctrica en el río Drin, en Albania.
Fierza es la central hidroeléctrica situada a más altura de la cuenca del río Drin. Teniendo en consideración su potencia instalada, la posición y el volumen del embalse, Fierza juega un papel clave para la explotación, regulación y operación segura de la cuenca del  Drin.
Los trabajos de construcción se iniciaron en 1970. La primera unidad de potencia entró en funcionamiento en 1978 y la planta estuvo en pleno funcionamiento en 1980. La central se construyó con equipamiento principalmente de China pero con los diseños de ingenieros albaneses. Alrededor de 14.000 trabajadores, ingenieros y especialistas participaron en la construcción de la planta.
Fierza es una central hidroeléctrica que consta de una presa de relleno de roca con un núcleo de arcilla y un embalse. Cuando se construyó, Fierza era el segundo en Europa por la altura de su tipo. La presa tiene un volumen total de 8 millones de m³.
Esta presa de materiales sueltos mide 167 metros de altura y 380 metros de longitud a lo largo de la cresta. La construcción comenzó en 1971 y se completó siete años después, en 1978. La presa es una de las tres presas hidroeléctricas del río Drin. El depósito se llenó de agua entre 1978 y 1981.
Las cuatro unidades instaladas en la planta cuentan con turbinas verticales "Francis" de 125 MW de potencia cada una; generadores síncronos trifásicos de 13,8 kV de tensión; y transformadores elevadores 13,8kV / 242 kV para la conexión con la subestación eléctrica.
La producción anual promedio de la central es de 1330 GWh, que supone aproximadamente el 33 % de la producción de la cuenca del Drin.
La importancia de Fierza, además de la producción de energía, se relaciona con la capacidad de su lago que regula las entradas anuales y aumenta el uso eficiente de la cuenca del Drin.